# Fokker D.I

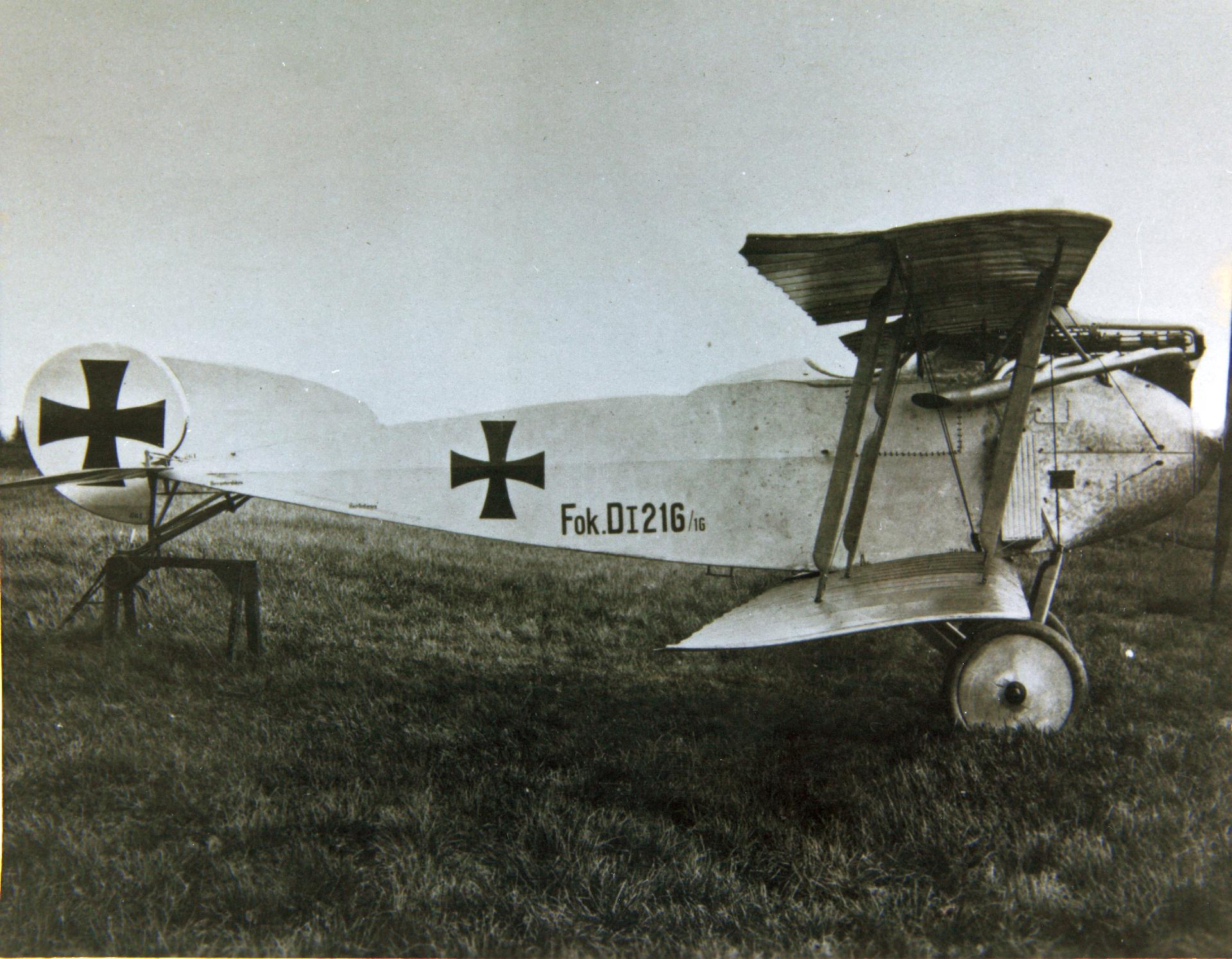
Fokker D.I 216-16

De Fokker D.I is een jachtvliegtuig uit de Eerste Wereldoorlog. In tegenstelling tot wat de naam doet verwachten is de D.I (projectnaam M18) de opvolger van de D.II (projectnaam M17). Beide Fokkers kwamen gelijktijdig in dienst van het Duitse leger dat de eerste negentig toestellen ontving rond juli/augustus 1916. Nog eens zestien D.I's gingen naar Hongarije. De hoofdontwerper was Martin Kreutzer. Deze gaf de vliegtuigen eenzelfde bouw maar een verschillende motor in zijn ontwerp.
Rolbesturing van het vliegtuig wordt verkregen met het vleugelwrongsysteem waarbij de vorm van de vleugel wordt veranderd door kabels die aan het vleugeldoek zijn bevestigd.
Vanwege tegenvallende prestaties, vooral in vergelijking met de in die tijd concurrerende types Albatros D.II en Nieuport 11, werd de verdere productie stopgezet.
De M18 zou als basis dienen voor de D.III en D.IV.

## Technische gegevens
| Fokker D.I :           | Fokker D.I :                                                         |
| ---------------------- | -------------------------------------------------------------------- |
| Lengte                 | 6,30 m                                                               |
| Vleugelspanwijdte      | 9,05 m                                                               |
| Hoogte                 | 2,55 m                                                               |
| Vleugeloppervlak       | 20 m²                                                                |
| Aandrijving            | 1× Mercedes D.II 6-cilinder watergekoelde lijn motor, 120 pk (90 kW) |
| Maximale Snelheid      | 150 km/h                                                             |
| Klim snelheid          | 650ft/min                                                            |
| Leeggewicht            | ca. 460 kg                                                           |
| Maximaal start gewicht | ca. 820                                                              |
| Capaciteit             | 1 vlieger, 1x voorwaarts schietend 7,92 mm LMG 08/15 machine geweer  |